# Luis Alfredo Ramírez
Luis Alfredo Ramírez Quioto, meglio noto come Luis Ramírez (San Pedro Sula, 21 novembre 1977), è un calciatore honduregno, di ruolo attaccante.
È soprannominato El Bombero (in italiano Il Pompiere).

## Carriera

### Nazionale
Nel 2000 ha partecipato, insieme alla selezione honduregna, ai Giochi della XXVII Olimpiade di Sydney.

## Palmarès

### Club

#### Competizioni nazionali
- Campionato honduregno: 2

Marathon: 2004-2005 Clausura, 2011-2012 Clausura
- China League One: 1

Guangzhou: 2007

### Individuale
- Capocannoniere della China League One: 1

2007 (19 gol)
- Capocannoniere della Super League: 1

2009 (17 gol)